# Macropanax schmidii
Macropanax schmidii är en araliaväxtart som beskrevs av C.B.Shang. Macropanax schmidii ingår i släktet Macropanax och familjen Araliaceae. Inga underarter finns listade.